# John Jenkins Husband
John Jenkins Husband, född 1760, död 1825, engelskfödd kompositör och körledare bosatt i USA. Han finns representerad i Den svenska psalmboken 1986 med en tonsättning (nr 10) och i Frälsningsarméns sångbok 1990 med ett verk (nr 508).

## Psalmer
- Lov, ära och pris (1986 nr 10) tonsatt 1820
- Min Gud, det är saligt (Min Gud, huru saligt) (FA nr 508)